# Łowicz

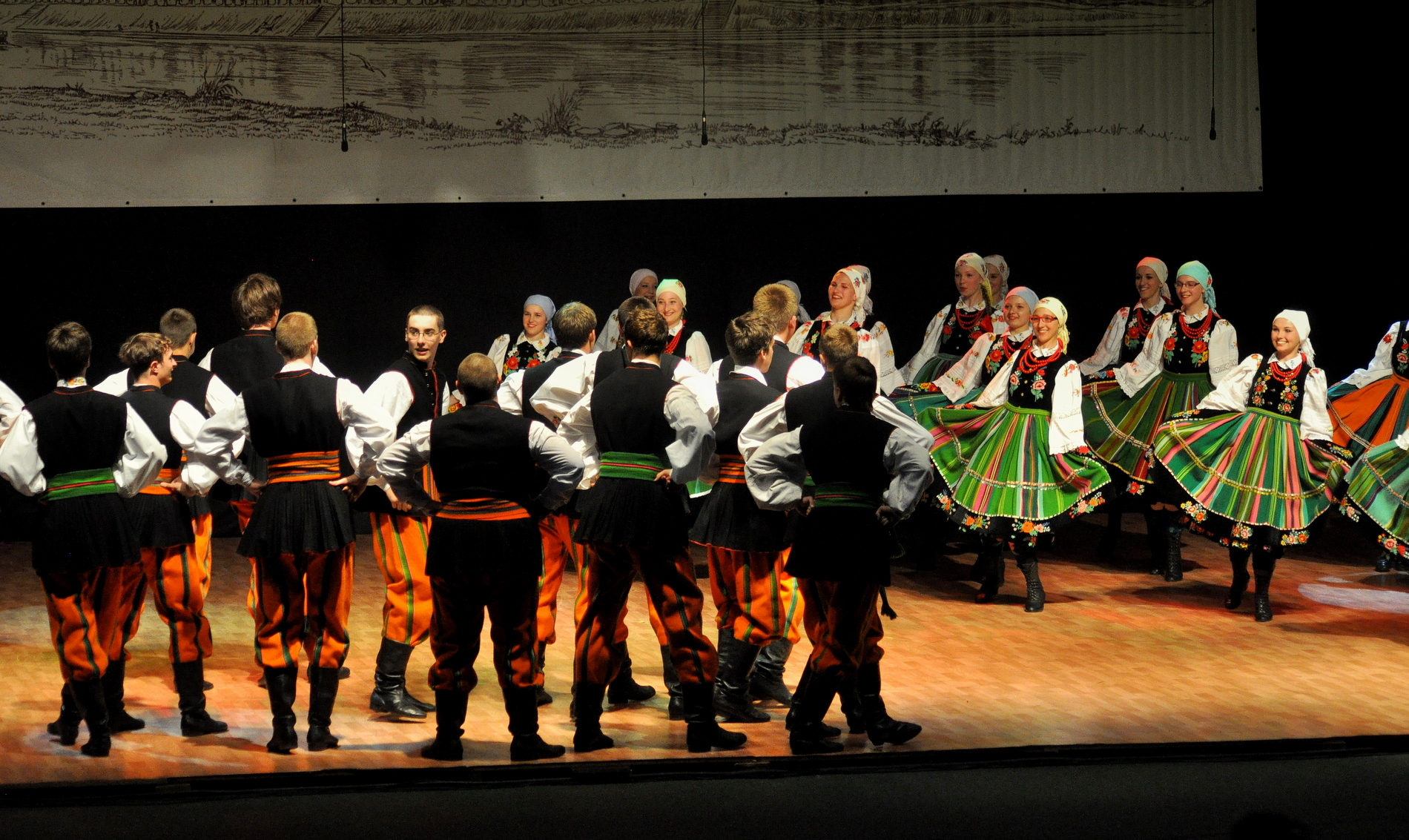
Trang phục dân tộc Łowicz

Łowicz là một thị trấn thuộc hạt Łowicz, tỉnh Łódź, miền trung Ba Lan. Từ năm 1975-1998, thị trấn nằm trong tỉnh Skierniewice, kể từ năm 1999 đến nay, nó thuộc quyền quản lý của tỉnh Łódź. Thị trấn có diện tích 23,41 km². Tính đến ngày 31 tháng 12 năm 2016, dân số của thị trấn là 28.811 người với mật độ 1.200 người/km².

## Giao thông
Thị trấn Łowicz là một ngã ba đường sắt quan trọng của miền trung Ba Lan, nơi tuyến đường sắt từ Warsaw chia thành hai hướng: một hướng về phía Poznań và hướng còn lại về Łódź. Ngoài ra, nhà ga Łowicz Main còn được kết nối với Skierniewice.

## Thể thao
- Thị trấn Łowicz có một đội bóng đá tên là Pelikan

## Một số địa điểm tham quan nổi tiếng trong thị trấn
- Bảo tàng dân tộc học (Muzeum w Łowiczu) - trưng bày nghệ thuật của Ba Lan và các hiện vật lịch sử từ khu vực.
- Những ngôi nhà gỗ truyền thống nằm trải rộng trên một khu đất rộng 17 ha ngay bên ngoài thị trấn. [2]
- Cầu Maurzyce - được xây dựng vào năm 1928 qua sông Słudwia. [3]
- Nhà thờ Basilica theo phong cách kiến trúc Baroque - được xây dựng vào nửa đầu thế kỷ 17.
- Nhà thờ Piarist theo phong cách kiến trúc Baroque - được xây dựng vào năm 1672-1680.
- Nhà thờ Tin Lành - được xây dựng từ năm 1838 -1839.
- Nhà thờ Mariavite - được xây dựng vào năm 1910
- Tòa thị chính tân cổ điển - được xây dựng từ năm 1825 - 1828.
- Khu phức hợp truyền giáo theo phong cách kiến trúc Baroque - được xây dựng vào đầu thế kỷ 18.
- Nhà thờ Holy Spirit - được xây dựng vào đầu thế kỷ 15 theo phong cách kiến trúc Gothic.

## Nhân vật nổi tiếng xuất thân từ thị trấn
- Mirosław Szonert (1926 - 1995) - diễn viên điện ảnh